# سيدني مانتون
سيدني مانتون (بالإنجليزية: Sidnie Manton)‏ (ولدت 4 مايو 1902 - 2 يناير 1979) كانت عالمة حشرات بريطانية.